# Helminthotheca echioides
L'aspraggine (nome scientifico  Helminthotheca echioides   (L.) Holub, 1973  è una specie di pianta angiosperma dicotiledone della famiglia delle Asteraceae.

## Etimologia
Il nome comune deriva dal caratteristico sapore amarognolo dato dal lattice bianco secreto in seguito alla rottura del fusto. La specie (echioides) è così chiamata invece a causa della rassomiglianza con le specie del genere Echium che posseggono delle piccole estroflessioni sulla superficie fogliare.
Il nome scientifico del genere è stato definito dai botanici Carl Linnaeus (1707-1778) e Josef Holub (1930-1999) nella pubblicazione " Folia Geobotanica & Phytotaxonomica. Prague." (Folia Geobot. Phytotax. 8(2): 176) del 1973.

## Descrizione

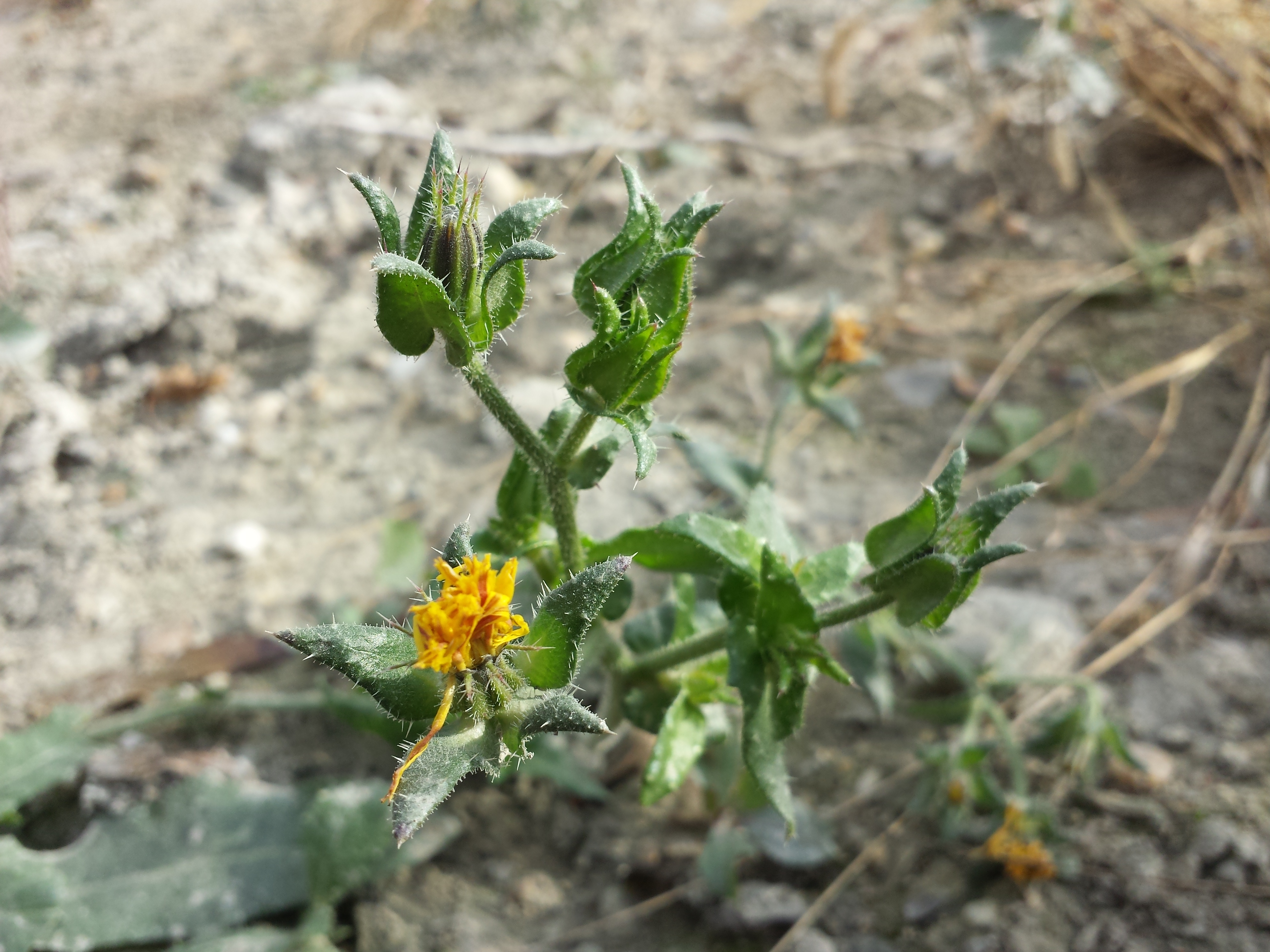
Il portamento

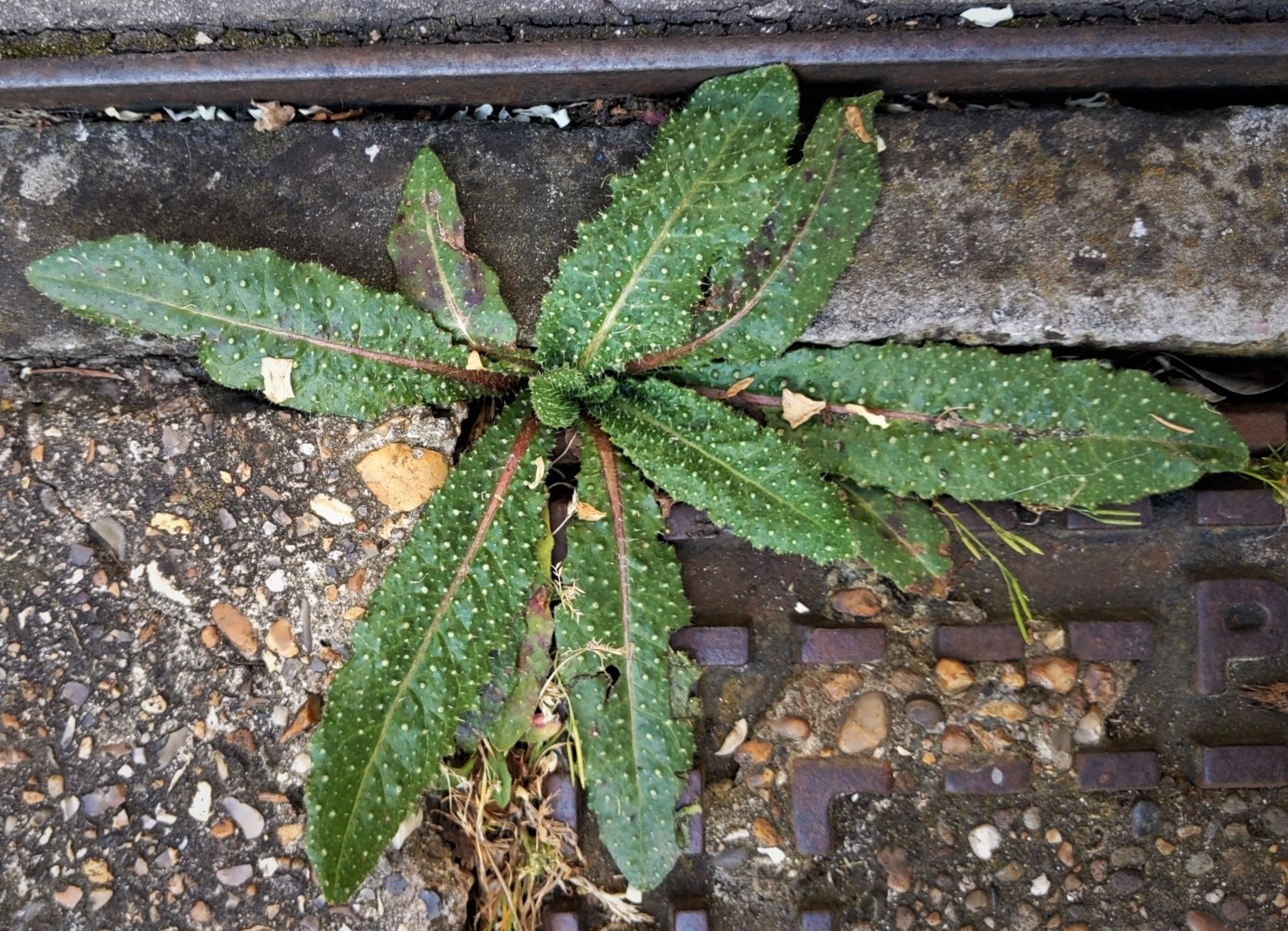
Le foglie

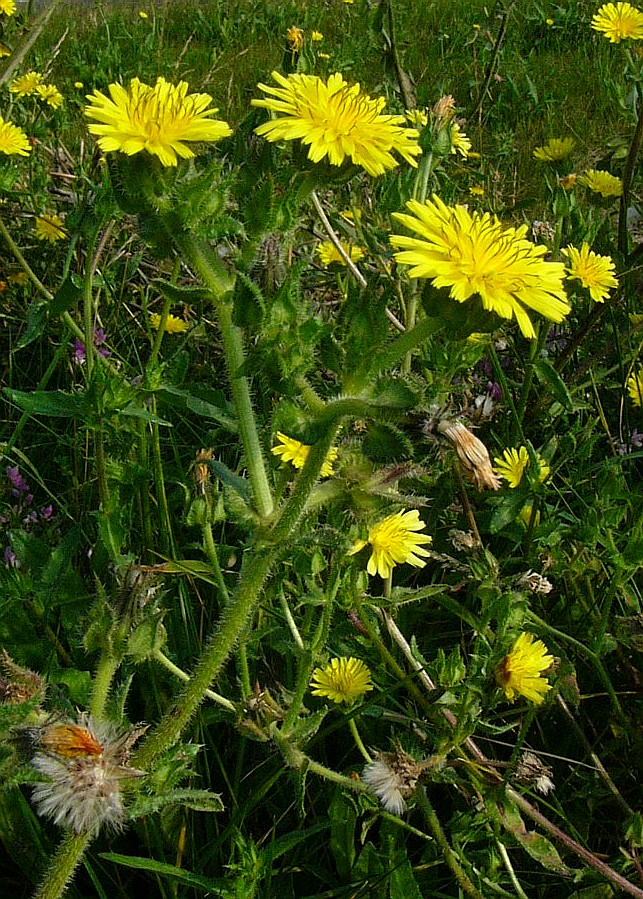
Infiorescenza

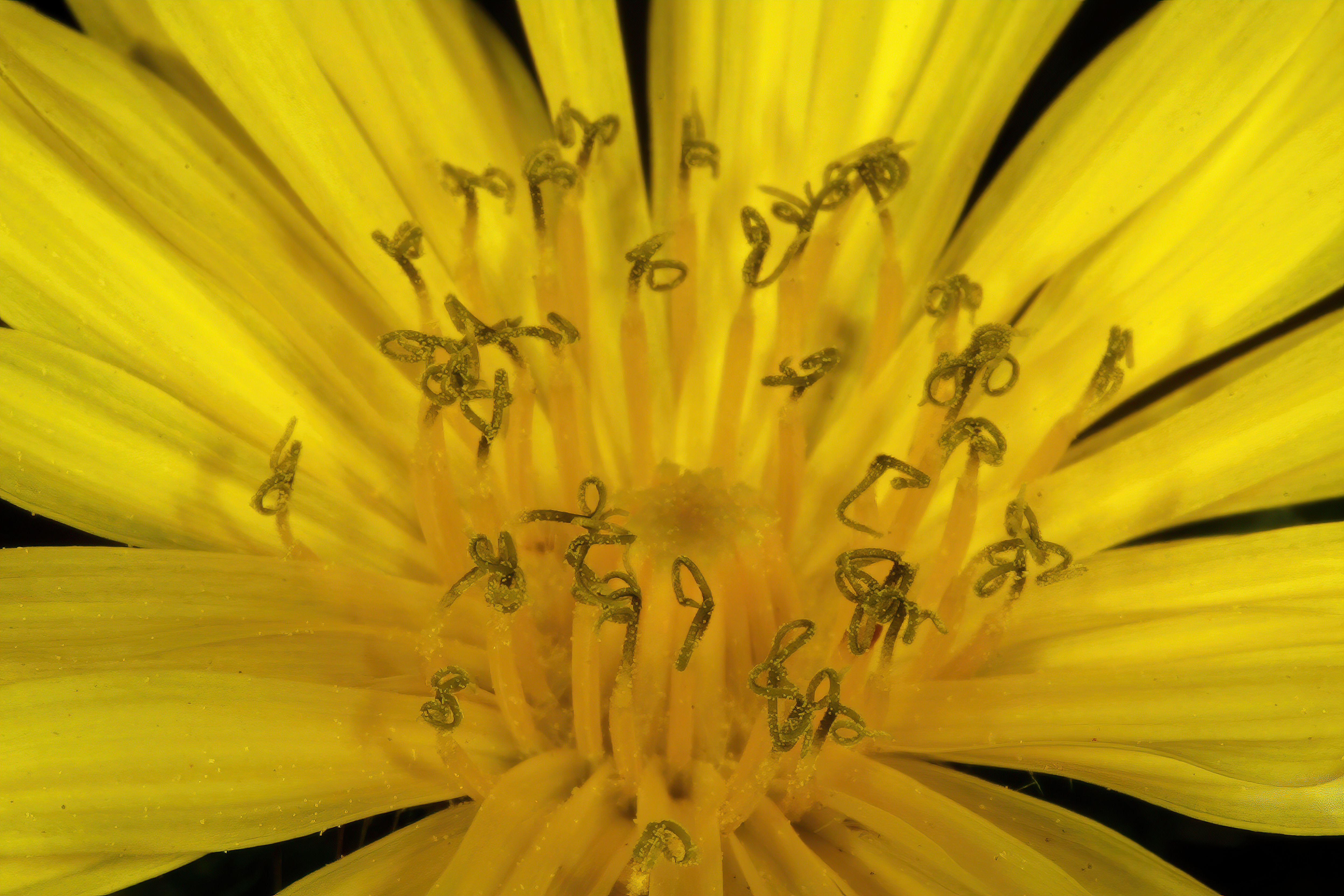
I fiori

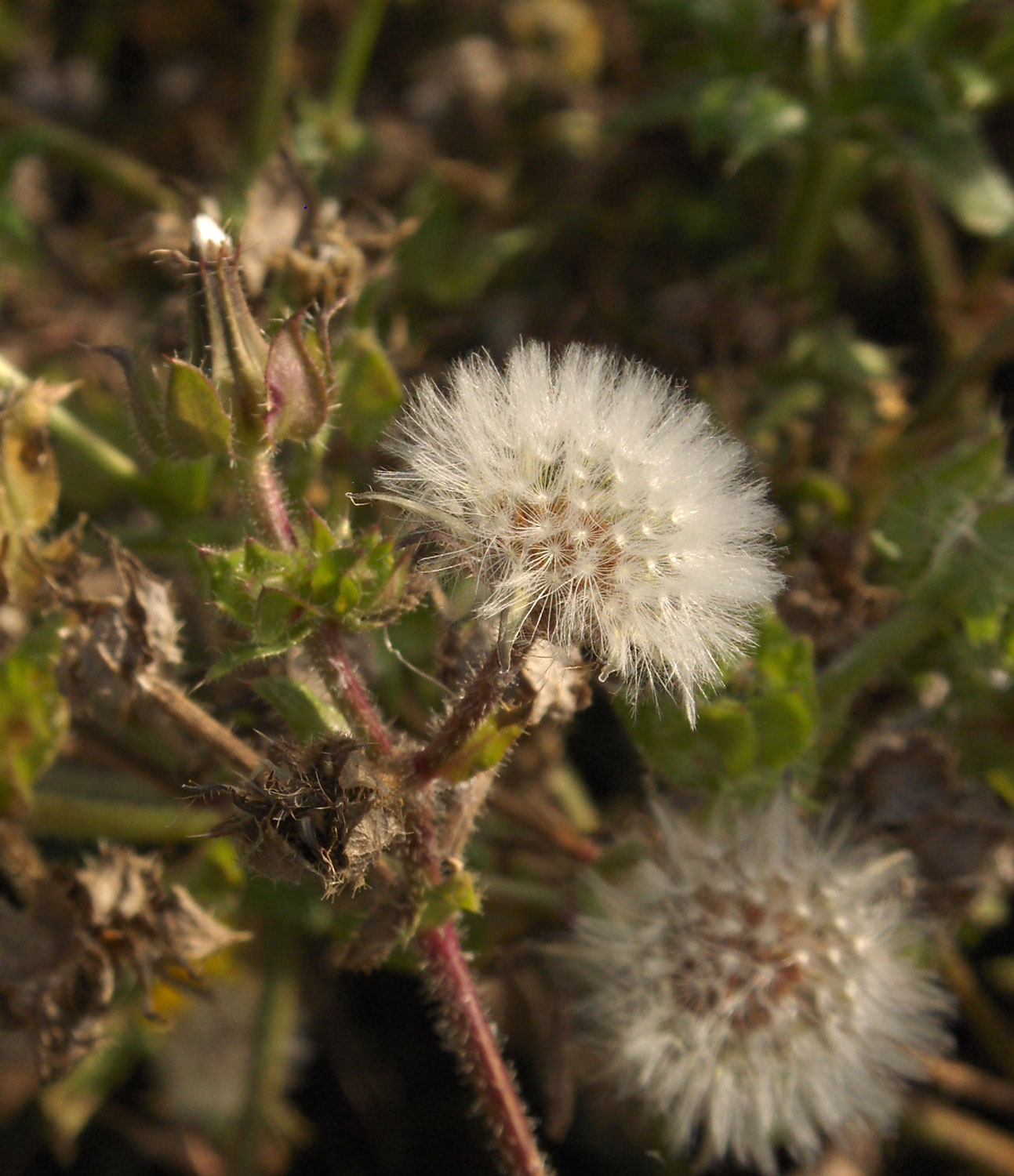
Il pappo

Habitus. La forma biologica è terofita scaposa (T scap), ossia in generale sono piante erbacee che differiscono dalle altre forme biologiche poiché, essendo annuali, superano la stagione avversa sotto forma di seme e sono munite di asse fiorale eretto e spesso privo di foglie. Queste piante sono provviste di latice; la superficie è inoltre ricoperta di peli rigidi a forma di ancora. Sono possibili anche altre forme biologiche come emicriptofita bienne (H bienn).
Fusto. I fusti sono eretti/ascendenti, striati e arrossati. La ramosità è soprattutto in alto. Le radici in genere sono di tipo fittonante. Queste piante arrivano ad una altezza di 3 - 9 dm.
Foglie. Sono presenti sia foglie delle rosette basali che cauline con disposizione alterna. Le lamine basali sono intere con forme da ovate a lanceolate. I margini sono dentati o sinuati. In maggioranza sono ricoperte da peli ispidi, tubercolati e irsuti (a volte sono spinose). Il picciolo è alato. Le foglie cauline sono simili, ma ridotte e sessili o semi-amplessicauli. Dimensione delle foglie basali: larghezza 5 – 8 cm; lunghezza 35 – 22 cm.
Infiorescenza. L'infiorescenza, di tipo corimboso, è composta da numerosi capolini peduncolati terminali. I peduncoli non sono ingrossati all'antesi. I capolini, solamente di tipo ligulifloro, sono formati da un involucro composto da diverse brattee (o squame) all'interno delle quali un ricettacolo fa da base ai fiori ligulati. L'involucro ha una forma più o meno cilindrica ed è formato da due (o più) serie di brattee. Le brattee esterne hanno delle forme triangolari, codato-astate con margini ciliati; quelle interne sono lanceolate; quelle interne hanno delle forme da lanceolate a lineari con margini mucronati. Il ricettacolo, alla base dei fiori, è nudo. Dimensione degli involucri: larghezza 10 – 15 mm; lunghezza 12 – 20 mm. Dimensioni delle brattee esterne: larghezza 6 mm; lunghezza 12 mm.
Fiori. I fiori, (circa una trentina e più per capolino) tutti ligulati, sono tetra-ciclici (ossia sono presenti 4 verticilli: calice – corolla – androceo – gineceo) e pentameri (ogni verticillo ha in genere 5 elementi). I fiori sono ermafroditi, fertili e zigomorfi.
- Formula fiorale:

*/x K {\displaystyle \infty }, [C (5), A (5)], G 2 (infero), achenio
- Calice: i sepali del calice sono ridotti ad una coroncina di squame.
- Corolla: le corolle sono formate da un tubo ed una ligula terminante con 5 denti; il colore è giallo con venature violette. Lunghezza della ligula: 16 mm.
- Androceo: gli stami sono 5 con filamenti liberi e distinti, mentre le antere sono saldate in un manicotto (o tubo) circondante lo stilo.[14] Le antere alla base sono acute. Il polline è tricolporato.[15]
- Gineceo: lo stilo è filiforme. Gli stigmi dello stilo sono due divergenti e ricurvi con la superficie stigmatica posizionata internamente (vicino alla base).[16] L'ovario è infero uniloculare formato da 2 carpelli.
- Antesi: da giugno ad agosto.

Frutti. I frutti sono degli acheni con pappo. Gli acheni, talvolta eteromorfici, colorati da biancastro a bruno-rossastro, sono provvisti di un lungo becco. Il pappo è formato da setole piumose con pinnule rigide. Sono presenti delle striature trasversali. Lunghezza degli acheni: 4 – 7 mm.

## Biologia
- Impollinazione: l'impollinazione avviene tramite insetti (impollinazione entomogama tramite farfalle diurne e notturne).
- Riproduzione: la fecondazione avviene fondamentalmente tramite l'impollinazione dei fiori (vedi sopra).
- Dispersione: i semi (gli acheni) cadendo a terra sono successivamente dispersi soprattutto da insetti tipo formiche (disseminazione mirmecoria). In questo tipo di piante avviene anche un altro tipo di dispersione: zoocoria. Infatti gli uncini delle brattee dell'involucro si agganciano ai peli degli animali di passaggio disperdendo così anche su lunghe distanze i semi della pianta.

## Distribuzione e habitat

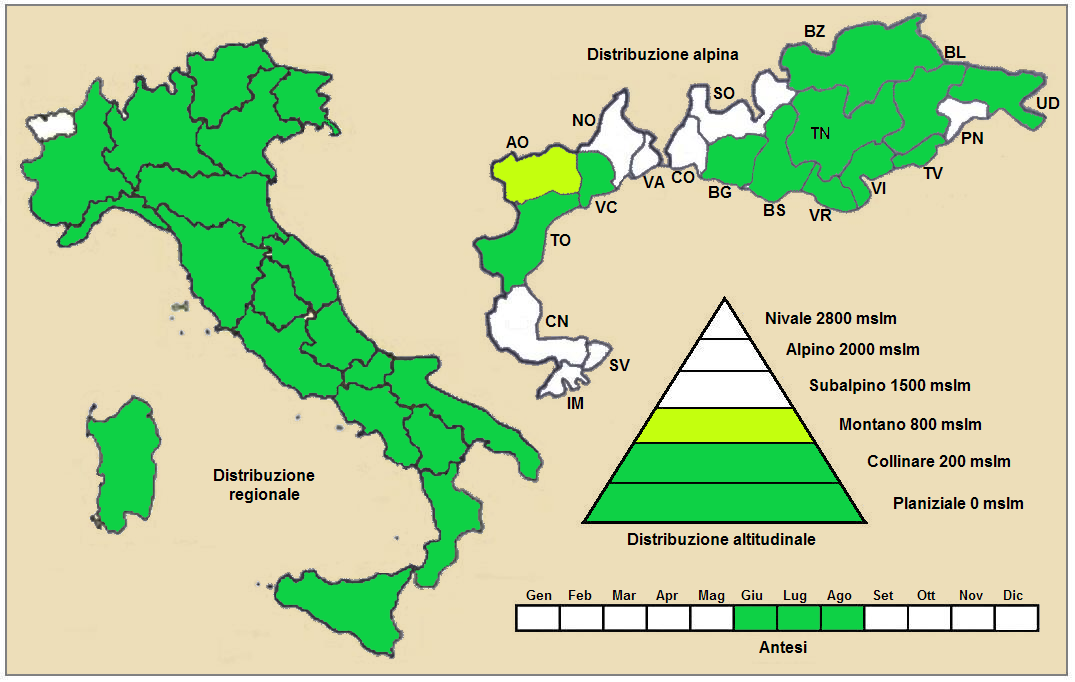
Distribuzione della pianta (Distribuzione regionale – Distribuzione alpina)

- Geoelemento: il tipo corologico (area di origine) è Euri - Mediterraneo.
- Distribuzione: in Italia questa specie è abbastanza comune e si trova su tutto il territorio. Fuori dall'Italia, sempre nelle Alpi, questa specie si trova in Francia, Svizzera e Austria. Sugli altri rilievi collegati alle Alpi è presente nella Foresta Nera, Massiccio del Giura, Massiccio Centrale, Pirenei e Carpazi.[18] Nel resto dell'Europa e dell'areale del Mediterraneo si trova in Europa, Asia mediterranea e Africa settentrionale.[2]
- Habitat: l'habitat preferito per queste piante sono le siepi, i bordi delle vie, i pascoli aridi e gl'incolti. Il substrato preferito è calcareo ma anche siliceo con pH neutro, alti valori nutrizionali del terreno che deve essere mediamente umido.
- Distribuzione altitudinale: sui rilievi alpini, in Italia, queste piante si possono trovare fino a 1.300 m s.l.m.; nelle Alpi frequentano quindi i seguenti piani vegetazionali: collinare e in parte quello montano (oltre a quello planiziale).

### Fitosociologia

#### Areale alpino
Dal punto di vista fitosociologico alpino Helminthotheca echioides appartiene alla seguente comunità vegetale:
Formazione: delle comunità terofiche pioniere nitrofile
Classe: Stellarietea mediae

#### Areale italiano
Per l'areale completo italiano Helminthotheca echioides appartiene alla seguente comunità vegetale:
Macrotipologia: vegetazione erbacea sinantropica, ruderale e megaforbieti
Subclasse: Stellarienea mediae
Ordine: Solano nigri-polygonetalia convolvuli (Sissingh in Westhoff, Dijk, Passchier & Sissingh 1946) O. Bolòs, 1962
Alleanza: Diplotaxion erucoidis Br.-Bl., in Br.-Bl., Gajewski, Wraber & Walas (1936) em. Brullo & Marcenò, 1980
Descrizione: l'alleanza Diplotaxion erucoidis è relativa alle comunità terofitiche infestanti delle colture sarchiate e fertilizzate (non irrigate durante il periodo estivo) quali: oliveti, vigneti e frutteti, che si sviluppano su suoli calcarei, argillosi e marnosi (piani termo- e mesomediterranei). La distribuzione di questa alleanza e relativa soprattutto alla Sicilia e nella penisola meridionale italiana. È distribuita anche nelle zone più calde dell’Europa meridionale (Francia meridionale, Spagna centrale e meridionale, Dalmazia e Balcani) e in Nord-Africa. Il livello di conservazione di queste cenosi è fortemente variabile a causa dei continui disturbi e rimaneggiamenti dei suoli, per effetto delle operazioni agricole, del calpestìo, ecc.
Specie presenti nell'associazione: Chrozophora tinctoria, Hypericum triquetrifolium, Heliotropium europaeum, Cynodon dactylon, Convolvulus arvensis, Chenopodium opulifolium, Diplotaxis erucoides, Ammi visnaga, Chrozophora obliqua, Silene diversifolia, Euphorbia chamaesyce e Helminthotheca echioides.

## Tassonomia
La famiglia di appartenenza di questa voce (Asteraceae o Compositae, nomen conservandum) probabilmente originaria del Sud America, è la più numerosa del mondo vegetale, comprende oltre 23.000 specie distribuite su 1.535 generi, oppure 22.750 specie e 1.530 generi secondo altre fonti (una delle checklist più aggiornata elenca fino a 1.679 generi). La famiglia attualmente (2021) è divisa in 16 sottofamiglie.

### Filogenesi
Il genere di questa voce appartiene alla sottotribù Hypochaeridinae della tribù Cichorieae (unica tribù della sottofamiglia Cichorioideae). In base ai dati filogenetici la sottofamiglia Cichorioideae è il terz'ultimo gruppo che si è separato dal nucleo delle Asteraceae (gli ultimi due sono Corymbioideae e Asteroideae). La sottotribù Hypochaeridinae fa parte del "quarto" clade della tribù; in questo clade è posizionata nel "core" del gruppo , vicina alle sottotribù Crepidinae e Chondrillinae.
I seguenti caratteri sono distintivi per la sottotribù:
- l'indumento delle piante è formato da peli grossolani;
- le setole del pappo hanno delle sporgenze laterali rigide costituite da un'unica cellula tubolare gigante.

Il nucleo della sottotribù Hypochaeridinae è l'alleanza Hypochaeris-Leontodon/Picris e formano (insieme ad altri generi minori) un "gruppo fratello". Rispetto a precedenti raggruppamenti delle Hypochaeridinae, diversi generi sono stati esclusi dalla circoscrizione rivista sulla base di recenti analisi filogenetiche molecolari. Il gruppo attualmente si presenta monofiletico (a parte l'enigmatica Prenanthes purpurea attualmente descritta nelle Lactucinae). Il genere di questa voce, nell'ambito della sottostribù occupa una posizione politomica (tricotomia) nel "core" del gruppo insieme al genere Leontodon (sezione Thrincia) e Picris al quale risulta strettamente legato (entrambi i generi hanno un "indumentum" di, oltre a peli semplici e raramente ramificati, peli peculiari uncinati a 2 - 4 forche, simili ad una ancora; il ricettacolo è inoltre nudo; infine i fusti sono generalmente ramificati e frondosi). Helminthotheca si distingue comunque da Picris per la presenza di 5 brattee esterne uniseriate con forme allargate da ovate a cordate.
I caratteri distintivi per la specie di questa voce sono:
- il portamento di questa specie è annuale (talvolta bienne);
- sulle piante sono presenti peli a forma di ancora;
- i peduncoli dell'infiorescenza non sono ingrossati all'antesi;
- le brattee dell'involucro sono disposte su due o più serie;
- le brattee esterne dell'involucro sono ben cordate;
- l'achenio è provvisto di un lungo becco portante un ombrello di peli patenti.

Il numero cromosomico della specie è: 2n = 10.

### Variabilità
Questa specie è variabile. I caratteri soggetti a variabilità sono:
- il portamento (da prostrato ad eretto);
- la pubescenza (da densa a subglabra).

### Specie simili
Helminthotheca echioides si distingue dalla specie Helminthotheca aculeata (Vahl) Lack, 1975 (Aspraggine pungente) in quanto quest'ultima ha un ciclo biologico perenne, e i peduncoli dei capolini si ingrossano alla fruttificazione.

### Sinonimi
Sono elencati alcuni sinonimi per questa entità:
- Crepis echioides (L.) All.
- Helminthia dichotoma  Dulac
- Helminthia echioides  (L.) Gaertn.
- Helminthia echioides var. mollis  Duby
- Helminthia humifusa  (Willd.) Trevir.
- Helminthia pratensis  Chevall.
- Helminthia rigida  Schult. ex Steud.
- Helminthia spinosa  DC.
- Helminthia tuberculata  Moench
- Helminthotheca echioides var. incisa  P.D.Sell
- Helminthotheca echioides var. mollis  (Duby) P.D.Sell
- Helminthotheca echioides var. pratensis  (Chevall.) P.D.Sell
- Hieracium helminthia  E.H.L.Krause
- Picris echioides  L.
- Picris humifusa  Willd.
- Picris ruderalis  Salisb.
- Picris spinosa  (DC.) Poir.

## Usi culinari
Si utilizzano esclusivamente le rosette basali giovani. Si può utilizzare anche da sola, per zuppe, minestroni, risotti o per farcire torte e focacce, ma più spesso viene mescolata con altre cicorie o con altre erbe amare per migliorarne il gusto, rendendole più gradevoli.
Come tutte le spontanee, si presenta particolarmente ricca di sali minerali.